# Mikasa (couraçado)
O Mikasa (三笠) é um couraçado pré-dreadnought que foi operado pela Marinha Imperial Japonesa. Sua construção começou em janeiro de 1899 nos estaleiros da Vickers em Barrow-in-Furness e foi lançado ao mar em novembro do ano seguinte, sendo comissionado na frota japonesa em março de 1902. É armado com uma bateria principal composta por quatro canhões de 305 milímetros montados em duas barbetas duplas, tem um deslocamento normal de mais de quinze mil toneladas e conseguia alcançar uma velocidade máxima de dezoito nós (33 quilômetros por hora).
O couraçado participou da Guerra Russo-Japonesa como a capitânia do almirante Tōgō Heihachirō, estando presente na Batalha de Port Arthur em fevereiro de 1904 logo nos primeiros dias da guerra. O Mikasa depois lutou na Batalha do Mar Amarelo em agosto e na Batalha de Tsushima em maio de 1905. A guerra terminou em setembro e uma semana depois o navio foi afundado por uma explosão acidental em um de seus depósitos de munição. Foi levantado do mar e seus consertos demoraram dois anos para serem finalizados, com ele retornando ao serviço em agosto de 1908.
O Mikasa depois serviu como um navio de defesa de costa durante a Primeira Guerra Mundial e em seguida deu suporte para a intervenção na Sibéria durante a Guerra Civil Russa. Ele foi descomissionado em setembro de 1923 de acordo com o Tratado Naval de Washington, porém foi concordado que fosse preservado como navio-museu em Yokosuka. O couraçado foi negligenciado e muito se deteriorou durante a Ocupação do Japão pós-Segunda Guerra Mundial, porém foi restaurado na década de 1950 e permanece como um navio-museu no Parque Mikasa em Yokosuka.

## Antecedentes
Experiências de combate com os cruzadores protegidos da Classe Matsushima durante a Primeira Guerra Sino-Japonesa em 1894 e 1895 convenceram a Marinha Imperial Japonesa das fraquezas da filosofia naval da Jeune École, com o Japão logo em seguida iniciando um programa para modernizar e expandir sua frota em preparação para confrontos futuros. Em especial, o governo promulgou um programa de construção de dez anos que teria como centro a construção de seis couraçados e seis cruzadores blindados. Estes navios seriam financiados pela indenização de trinta milhões de libras esterlinas que deveria ser paga pela China após sua derrota na Primeira Guerra Sino-Japonesa.
O Japão na época carecia da tecnologia necessária para construir seus próprios couraçados, assim os japoneses decidiram comprar seus couraçados no Reino Unido, de onde já tinham encomendado as predecessoras Classe Fuji, Classe Shikishima e o Asahi. O Mikasa seria o último dos seis couraçados planejados e foi encomendado em 1898 dos estaleiros da Vickers, em Barrow-in-Furness, ao custo de 880 mil libras esterlinas (8,8 milhões de ienes). O navio era muito semelhante aos seus predecessores desse programa de construção, porém seu projeto era único.

## Características

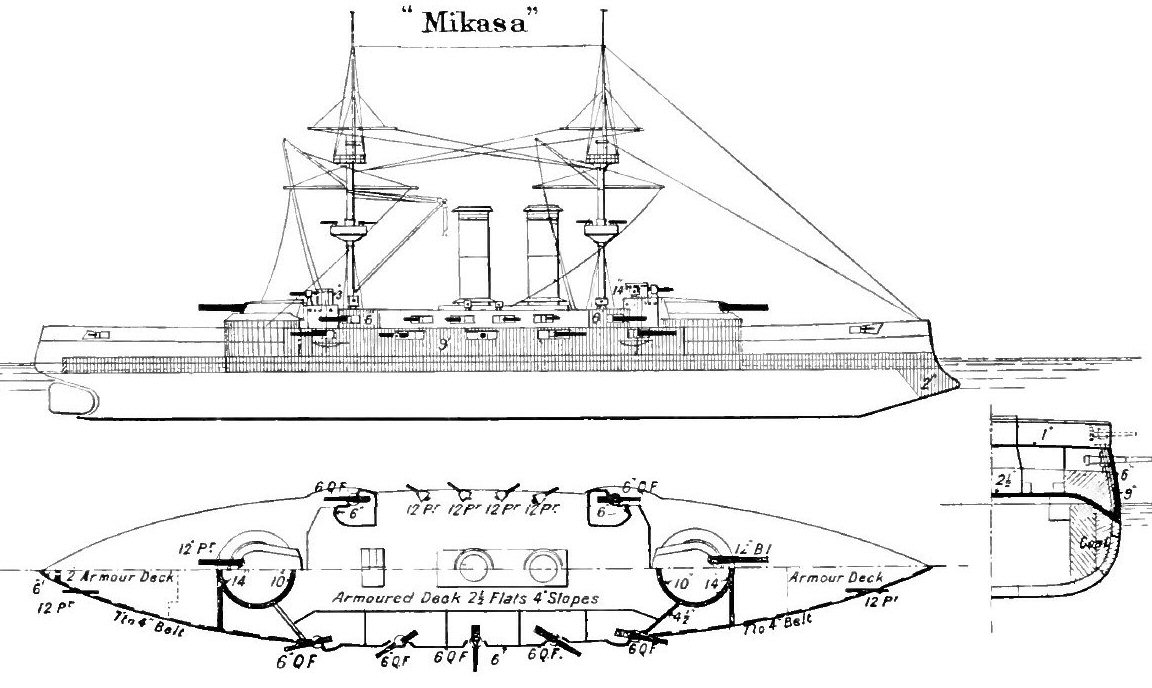
Desenho do Mikasa

O projeto do Mikasa era uma versão modificada dos couraçados da Classe Formidable da Marinha Real Britânica, possuindo dois canhões secundários de 152 milímetros a mais. O navio tem 131,7 metros de comprimento de fora a fora, uma boca de 23,2 metros, um calado normal de 8,3 metros e um deslocamento normal de 15 380 toneladas. Seu sistema de propulsão consiste em 25 caldeiras Belleville que alimentavam dois motores verticais de tripla-expansão, cada um girando uma hélice. A potência indicada era de quinze mil cavalos-vapor (onze mil quilowatts) para uma velocidade máxima de dezoito nós (33 quilômetros por hora), porém o couraçado alcançou 18,45 nós (34,17 quilômetros por hora) a partir de 16 341 cavalos-vapor (12 185 quilowatts) durante seus testes marítimos em dezembro de 1901. Podia carregar duas mil toneladas de carvão, lhe dando uma autonomia de nove mil milhas náuticas (dezessete mil quilômetros) a dez nós (dezenove quilômetros por hora). Sua tripulação era formada por 836 oficiais e marinheiros.
O armamento principal consistia em quatro canhões Elswick calibre 40 de 305 milímetros, o mesmo de todos os couraçados japoneses anteriores, em duas barbetas duplas à vante e à ré da superestrutura, protegidas por coberturas blindadas, deixando-as muito parecidas com verdadeiras torres de artilharia. As montagens eram movidas hidraulicamente e as armas poderiam ser recarregadas em qualquer ângulo de rotação, mas em um ângulo fixo de elevação de 13,5 graus. Disparavam projéteis de 386 quilogramas a uma velocidade de saída de 730 metros por segundo. O Mikasa, assim como os outros couraçados japoneses da época, era equipado com quatro telêmetros de coincidência Barr & Stroud FA3 de alcance efetivo de 7,3 quilômetros. Também tinha miras telescópicas com uma ampliação de 24 vezes.
A bateria secundária tinha catorze canhões de disparo rápido calibre 40 de 152 milímetros montados em casamatas. Dez ficavam posicionadas no convés principal e as quatro restantes ficavam um convés acima nos cantos da superestrutura. Disparavam projéteis de 45 quilogramas a uma velocidade de saída de setecentos metros por segundo. A proteção contra barcos torpedeiros era proporcionada por vinte canhões de disparo rápido de 76 milímetros. Estes disparavam projéteis de 5,7 quilogramas a uma velocidade de saída de 719 metros por segundo. Também era armado com dezesseis canhões Hotchkiss de 47 milímetros, disparando projéteis de 1,1 e 1,45 quilogramas a velocidades de saída de 430 e 587 metros por segundo. Por fim, o Mikasa era equipado com quatro tubos de torpedo submersos de 450 milímetros, dois em cada lateral.
O cinturão principal de blindagem do couraçado é feito de aço cimentado Krupp e possui uma espessura máxima de 229 milímetros sobre a parte central do navio, reduzindo-se para 102 milímetros nas extremidades de vante e ré e também possuindo uma camada de placas de 152 milímetros de espessura que corre entre as duas barbetas. Estas barbetas tem blindagem de 356 milímetros de espessura, porém isto se reduz para 152 milímetros abaixo do convés. A cobertura das barbetas tem uma espessura entre 203 e 254 milímetros. As casamatas da bateria secundária tem proteção de 51 a 152 milímetros de espessura, enquanto o convés blindado tem entre 51 e 76 milímetros. A torre de comando de vante é protegida por uma blindagem de 356 milímetros de espessura, já a torre de comando de ré tem uma proteção de apenas 102 milímetros.

## História

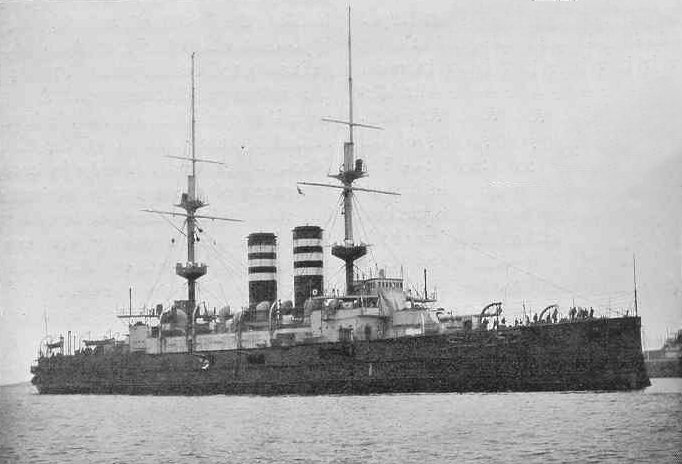
O Mikasa em 1902

O batimento de quilha do Mikasa ocorreu no dia 24 de janeiro de 1899 nos estaleiros da Vickers em Barrow-in-Furness, Lancashire na Inglaterra, Reino Unido. Foi lançado ao mar em 8 de novembro de 1900 durante uma cerimônia realizada sob chuva, sendo batizado pela baronesa Hayashi Misao, esposa do barão Hayashi Tadasu, então o ministro diplomático japonês no Reino Unido. Foi nomeado em homenagem ao Monte Mikasa, em Nara. O navio foi finalizado em 1º de março de 1902. Fez uma visita a Devonport e então deixou Plymouth em 13 de março sob o comando do capitão Hayasaki, seguindo para Yokosuka.

### Guerra Russo-Japonesa
A Guerra Russo-Japonesa começou em 8 de fevereiro de 1904. O Mikasa na época era comandado pelo capitão Hikojirō Ijichi e estava designado para a 1ª Divisão da 1ª Frota. Participou logo no dia seguinte da Batalha de Porto Artur como a capitânia do almirante Tōgō Heihachirō, que liderou a 1ª Frota em um ataque contra os navios russos da Esquadra do Pacífico ancorados do lado de fora de Porto Artur. Tōgō esperava que o ataque surpresa realizado previamente naquela noite por seus contratorpedeiros teria desorganizado e enfraquecido os russos, porém estes tinham se recuperado rapidamente e estavam prontos para seu ataque. Os japoneses foram avistados pelo cruzador protegido Boyarin, com Tōgō escolhendo atacar as defesas costeiras com seus armamentos principais e os navios russos com as armas secundárias. Entretanto, isto mostrou-se ineficaz, pois os canhões secundários de 152 e 203 milímetros dos japoneses foram incapazes de infligir grandes danos, enquanto os russos concentraram todo seu poder de fogo nas embarcações inimigas até Tōgō decidir recuar. Ambos os lados foram atingidos, porém russos tiveram apenas dezessete mortos, enquanto os japoneses tiveram sessenta. O Mikasa foi atingido por dois projéteis de 254 milímetros que feriram sete tripulantes.
O Mikasa participou de uma ação em 13 de abril quando Tōgō atraiu com sucesso uma parte da Esquadra do Pacífico para fora de Porto Artur, incluindo o couraçado Petropavlovsk, a capitânia do vice-almirante Stepan Makarov. Este recuou de volta para Porto Artur assim que avistou os cinco couraçados japoneses da 1ª Divisão, porém o Petropavlovsk bateu em uma mina colocada pelos japoneses na noite anterior, afundando em menos de dois minutos depois de um de seus depósitos de munição ter explodido, com Makarov entre os mortos. Tōgō retomou depois disso missões de bombardeamento, fazendo os russos colocarem mais minas que afundaram dois couraçados japoneses no mês seguinte. Em 10 de agosto o Mikasa lutou na Batalha do Mar Amarelo, quando liderou a linha de batalha japonesa e foi um dos principais alvos dos navios russos. Foi atingido vinte vezes, dois destes incapacitando sua barbeta de ré, sofrendo 125 baixas entre sua tripulação. A embarcação, por sua vez, concentrou seus disparos nos couraçados Poltava e Tsesarevich, porém estes foram apenas levemente danificados, já que os projéteis japoneses não conseguiram penetrar suas blindagens ou não detonaram.

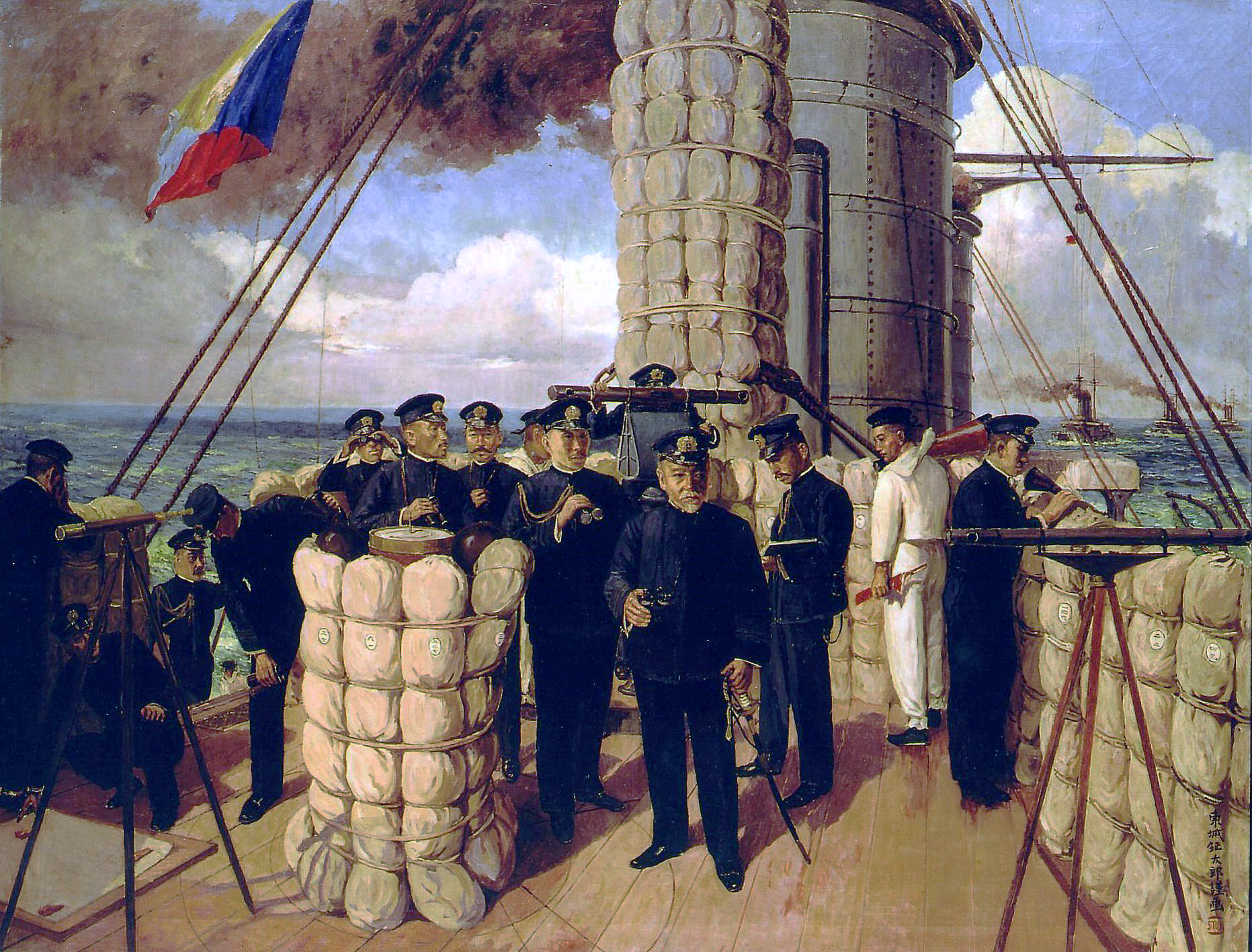
Pintura de Tōgō no convés do Mikasa na Batalha de Tsushima

O couraçado novamente liderou a 1ª Frota em 27 de maio de 1905 durante a Batalha de Tsushima, enfrentando a Segunda e Terceira Esquadras do Pacífico. O Mikasa abriu fogo às 14h10min contra o couraçado Kniaz Suvorov, a capitânia do vice-almirante Zinovi Rozhestvenski. Os japoneses pela uma hora seguinte foram capazes de incendiar a embarcação russa, incapacitar uma de suas torres de artilharia, emperrar seu leme e ferir Rozhestvenski seriamente. O Mikasa durante esse período foi o foco dos disparos russos, sendo atingido por seis projéteis de 305 milímetros e dezenove de 152 milímetros. Tōgō conseguiu "cruzar o T" dos russos, com seu navio passando a disparar principalmente contra o couraçado Borodino. Um projétil de 305 milímetros do Mikasa detonou prematuramente dentro do cano direito da barbeta de vante às 18h04min, incapacitando tanto o canhão direito quanto o esquerdo até 18h40min; um outro projétil tinha detonado dentro do mesmo cano duas horas antes, mas sem danificar a arma. Um de seus canhões de 152 milímetros foi incapacitado por um acerto russo, enquanto outro emperrou depois de disparar dezenove vezes. O Mikasa disparou ao todo 124 projéteis de 305 milímetros, atrás apenas dos 142 do Asahi. Foi atingido mais de quarenta vezes, incluindo dez projéteis de 305 milímetros e 22 de 152 milímetros, porém não sofreu danos sérios. Sua tripulação sofreu 113 baixas entre mortos e feridos.

### Resto de carreira
O Mikasa sofreu um incêndio e uma explosão em um dos seus depósitos de munição na noite de 11 para 12 de setembro de 1905 enquanto estava atracado em Sasebo, apenas seis dias depois da assinatura do Tratado de Portsmouth que tinha encerrado a Guerra Russo-Japonesa. Ele afundou no local e 251 tripulantes foram mortos. Foi reflutuado em 7 de agosto de 1906, reconstruído e reparado no Arsenal Naval de Sasebo. A Marinha Imperial aproveitou a oportunidade para aprimorar seu armamento, instalado novos canhões principais calibre 45 e novos canhões de 152 milímetros. O couraçado voltou ao serviço ativo em 24 de agosto de 1908. A embarcação quase sofreu outra explosão em 3 de outubro de 1912, quando um marinheiro suicida tentou explodi-la enquanto estava ancorada próxima de Kobe. O Mikasa atuou como um navio de defesa de costa durante a Primeira Guerra Mundial a partir de Maizuru. Ele deu apoio para a intervenção japonesa na Sibéria durante a Guerra Civil Russa em 1921, sendo reclassificado em 1º de setembro do mesmo ano como um navio de defesa de costa de primeira linha. Encalhou no dia 17 perto da ilha Askold em Vladivostok, mas não foi seriamente danificado.

### Navio-museu

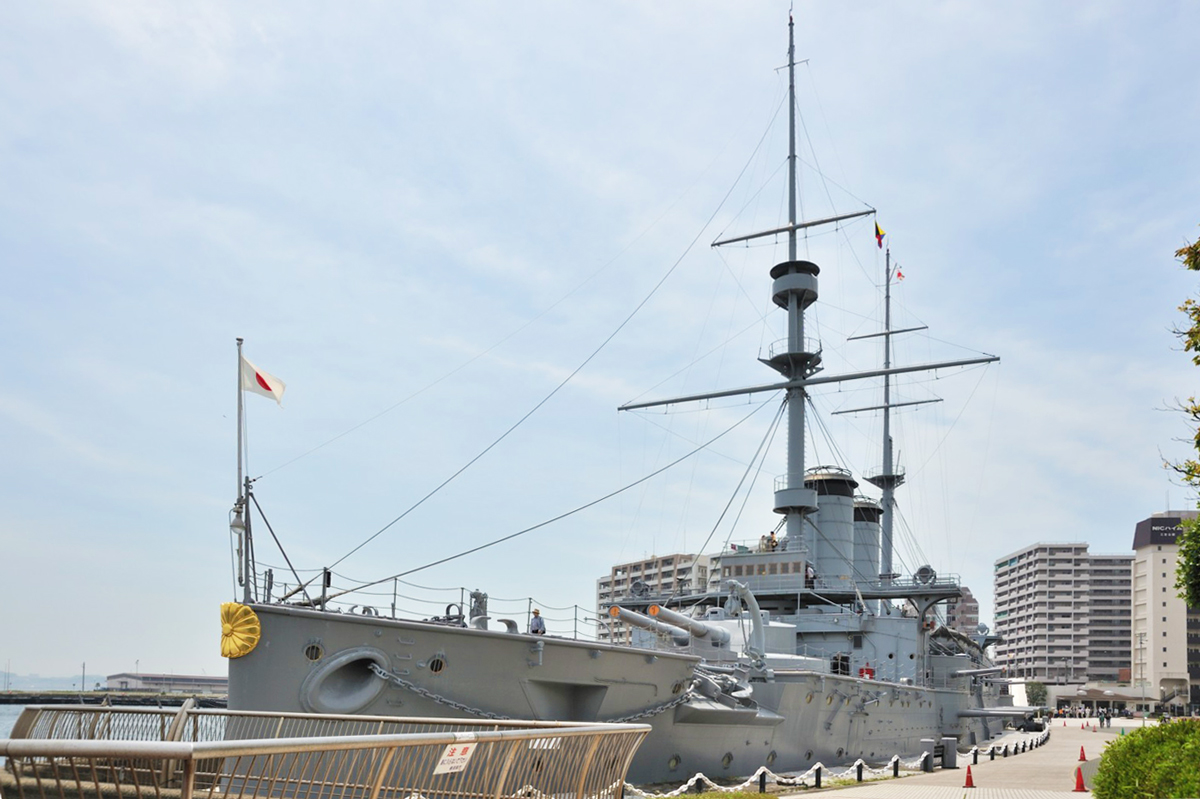
O Mikasa como navio-museu no Parque Mikasa em Yokosuka

Foi descomissionado em 23 de setembro de 1923 de acordo com os termos do Tratado Naval de Washington de 1922 e inicialmente programado para ser descartado. Entretanto, à pedido do governo japonês, os outros quatro países signatários do tratado concordaram que o Mikasa poderia ser preservado como um navio-museu com seu casco preso ao redor de concreto. Ele foi inaugurado para visitação pública em 12 de novembro de 1926 em Yokosuka na presença de Tōgō e de Hirohito, Príncipe Herdeiro do Japão. A condição do navio deteriorou enormemente depois da Rendição do Japão ao final da Segunda Guerra Mundial em 1945. As forças norte-americanas de ocupação ordenaram que sua superestrutura fosse removida e que um salão de dança fosse construído. O empresário anglo-americano John S. Rubin visitou o Mikasa em 1955 e escreveu uma carta ao jornal The Japan Times sobre o péssimo estado do navio, com isto servindo de catalisador para uma campanha de restauração. Esta recebeu o apoio do público japonês e até mesmo do almirante de frota norte-americano Chester W. Nimitz, com a embarcação sendo restaurada e reaberta em 27 de maio de 1961, permanecendo até hoje como um navio-museu. O Mikasa é o único couraçado pré-dreadnought preservado no mundo.